# Cratere Kiho
Kiho è un cratere sulla superficie di Rea.